# Saleen S7
Pour les articles homonymes, voir S7.
La Saleen S7 est une supercar construite par l'entreprise américaine Saleen. Elle a été dévoilée pour la première fois le 19 août 2000, au circuit de Laguna Seca (Californie, États-Unis).
| production | S7 | S7R | TT | Total      |
| ---------- | -- | --- | -- | ---------- |
| 2000       | 1  | 0   |    | 1          |
| 2001       | 7  | 7   |    | 14         |
| 2002       | 0  | 0   |    | 0          |
| 2003       | 15 | 3   |    | 18         |
| 2004       | 8  | 0   |    | 8          |
| 2005       | 17 | 1   | ?  | 18 environ |
| 2006       | 13 | 2   | ?  | 15 environ |
| 2007       | 0  | 1   | ?  | 1 environ  |
| Total      | 44 | 14  | 30 | 88         |

## Saleen S7

### Moteur
V8 de 7 L, développant 550 ch, fourni par Ford.

### Performances
La S7 réalise :
- le 0 à 100 km/h en 4 s ;
- le 0 à 160 km/h en 8,1 s ;
- le 0 à 160 km/h à 0 (accélération/arrêt) en 12,6 secondes ;
- le quart de mile (402,33 mètres) en 11,75 s.

À 100 km/h, il lui faut 37 mètres pour s'arrêter. Sa vitesse maximale est de 320 km/h avant bride. Sachant qu'avec seulement 620 cv, la McLaren F1 atteint 391 km/h, les 550 cv de cette Saleen qui ne pèse qu'1, 250 tonne devraient lui permettre d'atteindre les 340-50 km/h.[réf. nécessaire]

## Saleen S7 Twin-Turbo
La S7 Twin-turbo remplace la S7 en 2005 mais sa production s'arrête en 2006. La seule différence avec la voiture d'origine est l'ajout de deux turbocompresseurs Garrett qui font passer la puissance à 750 ch (et 951 Nm).[Quoi ?] Extérieurement, la seule différence avec la S7 est l'inscription des mots « Twin Turbo » à l'arrière de la voiture, entre les feux arrière, juste au-dessus de l'inscription « Saleen ».

### Performances
En 2006, une nouvelle option appelée « Performance Upgrade » fut ajoutée au catalogue, faisant passer la puissance du V8 de 7 L bi-turbo de 750 à 1 000 ch. Grâce à cette option, la S7 atteindrait plus de 400 km/h.
Avec le moteur de 1 000 ch, la S7 Twin-Turbo réalise :
- le 0 à 100 km/h en 2,8 s ;
- le 0 à 160 km/h en 6,2 s ;
- le 0 à 200 km/h en 7,7 s ;
- le 0 à 322 km/h (0 à 200 mph) en 27 s ;
- le quart de mile (402,33 mètres) en 10,6 s.

## Saleen S7-R
La S7-R, produite de 2000 à 2007, est la version course de la S7, elle n'est donc pas homologuée pour la route. Elle a été conçue pour les courses de Grand Tourisme telles que les 24 Heures du Mans ou encore l'American Le Mans Series.

### Aux 24 Heures du Mans
Un modèle « R », produit entre 2000 et 2007, permet à Saleen de remporter une prestigieuse victoire de classe (en catégorie GT1) aux 24 Heures du Mans 2010.
| Année | N°                    | Position de départ    | Place à l'arrivée     | Catégorie             | Cause de l'abandon         |
| ----- | --------------------- | --------------------- | --------------------- | --------------------- | -------------------------- |
| 2001  | 60                    | 26e                   | 18e (classe : 3e)     | LM GTS                | -                          |
| 2001  | 61                    | 33e                   | -                     | LM GTS                | carambolage                |
| 2002  | 66                    | 33e                   | 26e (classe : 7e)     | LM GTS                | -                          |
| 2002  | 67                    | 38e                   | -                     | LM GTS                | pb alimentation            |
| 2002  | 68                    | 37e                   | 23e (classe : 5e)     | LM GTS                | -                          |
| 2003  | 64                    | 27e                   | -                     | LM GTS                | arrêt dans le dernier tour |
| 2003  | 66                    | 28e                   | -                     | LM GTS                | pb transmission            |
| 2004  | Aucune S7-R au départ | Aucune S7-R au départ | Aucune S7-R au départ | Aucune S7-R au départ | Aucune S7-R au départ      |
| 2005  | Aucune S7-R au départ | Aucune S7-R au départ | Aucune S7-R au départ | Aucune S7-R au départ | Aucune S7-R au départ      |
| 2006  | 66                    | 27e                   | 11e (classe : 6e)     | GT1                   | -                          |
| 2007  | 54                    | 31e                   | 10e (classe : 5e)     | GT1                   | -                          |
| 2007  | 55                    | 24e                   | 16e (classe : 9e)     | GT1                   | -                          |
| 2008  | 50                    | 33e                   | 28e (classe : 7e)     | GT1                   | -                          |
| 2009  | Aucune S7-R au départ | Aucune S7-R au départ | Aucune S7-R au départ | Aucune S7-R au départ | Aucune S7-R au départ      |
| 2010  | 50                    | 47e                   | 13e (classe : 1re)    | GT1                   | -                          |

### American Le Mans Series et European Le Mans Series
Dès octobre 2000, une Saleen S7-R est engagée par l'usine pour la course de Laguna Seca, comptant dans l'American Le Mans Series. Après avoir enregistré des temps remarquables, elle est contrainte à l'abandon pour un problème de boîte. Ce résultat encourageant conduit deux équipes privées à s'engager avec Saleen pour 2001, une pour le nouveau championnat européen, Ray Mallock Limited (qui a largement contribué au développement de la voiture), l'autre pour le championnat américain. C'est donc Konrad Motorsport qui engage une Saleen S7-R en ALMS, et la mène à trois victoires de classe GTS, aux 12 Heures de Sebring (course commune ALMS-ELMS) pour sa première apparition de la saison, à Laguna Seca, et enfin lors de la course de Jarama, commune avec l'ELMS. Terry Borcheller remporte le championnat pilotes, devant son coéquipier Franz Konrad, tous deux ayant couru sur Saleen, mais Borcheller fait la différence grâce à la première course de la saison qu'il a disputé sur Dodge Viper GTS-R pour une autre équipe, et à ses points bonus de premier pilote.
Du côté du championnat européen, moins relevé dans cette catégorie, le succès de Saleen est encore plus flagrant puisque seule la dernière course à Road Atlanta, là encore commune aux deux séries, échappe aux Saleen, vaincues par la Corvette de Kelly Collins, Andy Pilgrim et Franck Fréon. RML remporte donc les courses de Donington, Estoril, Most et Vallelunga dans la catégorie GTS, et croit même un temps à la victoire au général aux 1 000 km d'Estoril, lorsque la Courage-Pescarolo C60 est disqualifiée après la course pour avoir causé un accident, disqualification finalement annulée en appel. RML remporte aussi le championnat européen en GTS, malgré sa non-participation aux manches américaines, juste devant Konrad Motorsport. Ian McKellar remporte largement le championnat pilotes.

## La Saleen S7 LM
La société chinoise Jiangsu Secco Automobile Technology Corporation, (propriétaire de Saleen depuis 2017) et Steve Saleen, ont présenté une nouvelle version de Saleen S7, la S7 Le Mans (deuxième édition), un modèle qui dispose d'une impressionnante cavalerie, commercialisée avec une puissance de 1 300 ch, mais présentée à 1500 ch à Pékin, lors d'une soirée à laquelle était également convié Steve Saleen, le fondateur de la marque.
Cette Saleen S7 Le Mans II sera produite en quantité limitée et proposera des performances exceptionnelles, avec un 0 à 100 km/h comblé en 2.2 secondes et une vitesse de pointe annoncée de 480 km/h, selon Jiangsu Secco Automobile Technology Corporation. Le 0-200, lui, devrait pouvoir se faire en moins de 6 secondes, sachant que la Twin Turbo(s) le fait en 7,7 secondes. On peut aussi tabler sur 14 secondes et moins pour le 0 à 300 Km/h. La carrosserie du prototype est gris clair avec une bande noire, des jantes diamant et des étriers de freins jaunes.
La Saleen S7 n'en finit donc pas de renaître. Lancée au début des années 2000, la Supercar américaine développée par Steve Saleen et son équipe dans leurs locaux d'Irvine, en Californie (aujourd'hui basés à Corona), a connu plusieurs évolutions depuis et, contre toute attente, semble se renouveler encore, presque 20 ans après son apparition.

### Championnat FIA GT
Le championnat FIA GT consiste en une série de courses organisée par l'Organisation Stéphane Ratel, sous l'égide de la Fédération internationale de l'automobile (FIA). La Saleen S7-R y participera en catégorie GT1. Les courses de déroulent sur des circuits de Formule 1. La majorité d'entre elles se déroulent en Europe mais au fil des ans, certaines se sont déroulées sur d'autres continents.
| Année | Circuit                | N° | Position de départ | Place à l'arrivée | Catégorie |
| ----- | ---------------------- | -- | ------------------ | ----------------- | --------- |
| 2003  | 1. Barcelone           | 2  | 14e                | 11e               | GT        |
| 2003  | 1. Barcelone           | 7  | 5e                 | 15e               | GT        |
| 2003  | 1. Barcelone           | 8  | 10e                | -                 | GT        |
| 2003  | 2. Magny-cours         | 2  | 3e                 | -                 | GT        |
| 2003  | 2. Magny-cours         | 7  | 12e                | -                 | GT        |
| 2003  | 2. Magny-cours         | 8  | 29e                | 5e                | RS        |
| 2003  | 3. Enna-Pergusa        | 2  | Pole               | -                 | GT        |
| 2003  | 3. Enna-Pergusa        | 7  | -                  | -                 | GT        |
| 2003  | 3. Enna-Pergusa        | 8  | 12e                | 9e                | RS        |
| 2003  | 4. Brno                | 2  | Pole               | 15e               | GT        |
| 2003  | 4. Brno                | 7  | 7e                 | -                 | GT        |
| 2003  | 4. Brno                | 8  | 7e                 | 7e                | GT        |
| 2003  | 5. Donington           | 2  | 2e                 | 7e                | RS        |
| 2003  | 5. Donington           | 7  | 5e                 | 4e                | GT        |
| 2003  | 5. Donington           | 8  | 10e                | -                 | GT        |
| 2003  | 6. Spa-Francorchamps   | 2  | 2e                 | 45e               | GT        |
| 2003  | 6. Spa-Francorchamps   | 7  | 8e                 | 17e               | GT        |
| 2003  | 6. Spa-Francorchamps   | 8  | -                  | -                 | GT        |
| 2003  | 7. Anderstorp          | 2  | Pole               | 2e                | GT        |
| 2003  | 7. Anderstorp          | 7  | 2e                 | -                 | GT        |
| 2003  | 7. Anderstorp          | 8  | 16e                | 21e               | GT        |
| 2003  | 8. Oschersleben (Bode) | 2  | Pole               | -                 | GT        |
| 2003  | 8. Oschersleben (Bode) | 7  | 3e                 | 4e                | GT        |
| 2003  | 8. Oschersleben (Bode) | 8  | 14e                | 11e               | GT        |
| 2003  | 9. Estoril             | 2  | 3e                 | 4e                | GT        |
| 2003  | 9. Estoril             | 7  | 6e                 | 7e                | GT        |
| 2003  | 9. Estoril             | 8  | 15e                | 11e               | GT        |
| 2003  | 10. Monza              | 2  | 3e                 | 22e               | GT        |
| 2003  | 10. Monza              | 7  | 6e                 | 17e               | GT        |
| 2003  | 10. Monza              | 8  | 13e                | -                 | GT        |

## La Saleen S7 dans les médias

### Cinéma
La Saleen S7 apparaît dans les films suivants :
- Bruce tout-puissant
- xXx² : The Next Level
- Redline
- Iron Man
- Michel Vaillant (S7-R)
- Need for Speed
- Alvin et les Chipmunks (film ?)

### Séries télévisées
- Las Vegas, épisode 3 de la saison 3
- Alvin et les Chipmunks
- K 2000 : La Nouvelle Arme, épisode 1 de la saison 2
- Entourage (série télévisée)

### Clips musicaux
- Vidéo de la chanson Candy Shop de 50 Cent

### Slogan publicitaire?
- Saleen S7 : le septième ciel… ou pas![6]

### Jeux vidéo
- Midnight Club 3: DUB Edition
- Midnight Club: Los Angeles
- Test Drive Unlimited
- GTR 2: FIA GT Racing Game
- Race Driver: GRID
- Gran Turismo 4
- Gran Turismo 5
- Gran Turismo 6
- Forza motorsport 4
- Juiced 2: Hot Import Nights
- Forza Horizon
- RaceRoom Racing Experience (S7-R)
- The Crew
- Certains mod de Rfactor
- CSR Racing
- Asphalt
- Project Gotham Racing 2
- Forza Motorsport 2
- Forza Motorsport 3
- Forza Motorsport 5
- Forza Motorsport 6
- Forza Motorsport 7
- Forza Horizon 2
- Forza Horizon 3
- Forza Horizon 4
- Forza Horizon 5
- The Crew 2
- GT Manager
- Asphalt 9: Legends ( S7 Twin Turbo )